# يطروفاوية
يطروفاوية (الاسم العلمي:(Jatropheae) هي قبيلة نباتية تتبع فصيلة الفربيونية من رتبة الملبيغيات.

## أجناس
تضم هذه القبيلة جنسين هما:
- اليطروفة وهي الجنس النوعي لهذه القبيلة
- الجونسيا